# Umbonia crassicornis
Umbonia crassicornis (лат.) — вид полужесткокрылых насекомых из семейства горбаток. Неарктика и Неотропика. Периодически встречающийся вредитель декоративных и плодовых деревьев на юге Флориды. Длина тела взрослой особи составляет около 10 миллиметров. Этот вид изменчив по размеру, окраске и строению, особенно пронотальный рог самцов (который более наклонён назад, чем у самок, и часто несколько расширен в верхней части). Этот высокий, по сути, перпендикулярный шип отбивает у птиц и других хищников охоту его есть, хотя бы потому, что они ошибочно путают его с шипом. Как правило, взрослая особь имеет зелёную или жёлтую окраску с красноватыми линиями и коричневатыми отметинами.

## Распространение
Область распространения простирается от севера Южной Америки, Центральную Америку через Мексику до Флориды: США, Мексика, Белиз, Бразилия, Венесуэла, Гватемала, Гондурас, Колумбия, Коста-Рика, Куба, Доминиканская Республика, Панама, Пуэрто-Рико, Эквадор. Вид предпочитает жить на субтропических декоративных и фруктовых деревьях. В США Umbonia crassicornis встречается на гибискусе, Calliandra, Albizia lebbek, акации и ряде других растений. В Колумбии этот вид известен как вредитель мимозы Pithecellobium dulce. При массовом нашествии Umbonia crassicornis повреждает растения-хозяева и даже может привести к их гибели.
Этот вид обитает только в теплом климате, где температура в среднем держится выше нуля. Это ограничивает вид тропическими регионами от северной части Южной Америки до Мексики и Флориды. Любой диапазон температур ниже 0 градусов является смертельным, что приводит к 10-90-процентному сокращению популяции по мере снижения температуры. Предпочтительные хозяева — декоративные и фруктовые деревья в субтропических регионах, где они питаются соком растений.

## Описание
Umbonia crassicornis это изменчивый вид по размеру, цвету и строению, особенно пронотального рога у самцов. Обычно длина взрослой особи составляет около 1 см (до 15 мм), она зелёная или жёлтая с красноватыми линиями и коричневатыми отметинами. Имеют высокий рог, у самок он почти перпендикулярный.
Самцы с хорошо развитым спинным отростком, расширенным к вершине. Этот отросток жёлтый, изогнут назад только в апикальной части. Плечевые отростки с передней стороной, если тёмные, то со светлыми нижними краями. Самка/самец: общая длина до 15,17/10,50 мм; ширина головы 3,67/2,80 мм; расстояние между вершинами плечевых отростков 8,42/5,67 мм.
От близких видов отличается следующими признаками: пронотум с шестью или восемью полосами; дорсальный отросток заострённый, у самцов с усечённой вершиной; плечевые отростки с чёрным пятном на вершинной половине передней поверхности и маленьким красным пятном у основания; задняя поверхность красноватая с черным верхним краем. Общий цвет самки от зелёного до бледно-жёлтого; переднеспинка с шестью или восемью красными, оранжевыми или коричневатыми полосами; дорсальный отросток с красноватым латеральным килем (или такого же цвета, как полосы); плечевые отростки с передней поверхностью с чёрным пятном на апикальной половине и маленьким красным пятном у основания; задняя поверхность красноватая с черным верхним краем. Пронотум крупно пунктирован; дорсальный отросток расположен позади плечевых углов, заострённый, вертикальный, прямой или слегка изогнутый назад. Самец меньше самки, иногда полностью чёрный. Дорсальный отросток самца очень изменчив, может быть таким же, как у самки, или очень развитым, усечённым на вершине, слегка наклонённым назад, латерально расширенным или слегка шаровидным.

## Размножение
Самки Umbonia crassicornis часто откладывают около 100 яиц за раз в стебель растения. Однако иногда самка откладывает яйца в черешок листа, даже если он периодически сбрасывается. Самка выбирает место для высиживания, исходя из того, может ли она обхватить ветку ногами (диаметр около 3,8 мм). Мать остаётся с кладкой (группой молодых особей) до тех пор, пока нимфы не станут взрослыми. Без взрослой самки, присутствующей во время развития нимф, выживаемость кладки падает с 53 % до 27 %. Если защищающая кладку самка погибает, кладку может принять соседняя самка, и две кладки объединятся в одну, хотя выживаемость при этом значительно снижается.
Кладка обычно состоит из всех родных братьев и сестёр, поскольку самка обычно спаривается только один раз, и братья и сестры с большей вероятностью будут защищать друг друга, основываясь на таком близком родстве. Проблема большой группы близкородственных молодых особей, растущих вместе, заключается в возможности инбридинга, когда особи достигают репродуктивной зрелости. Когда это происходит, выживаемость потомства значительно снижается из-за мутаций, вызванных спариванием с братом или сестрой.

### Выбор партнёра
Поскольку самка U. crassicornis спаривается только один раз в жизни (как правило), самцы вынуждены искать и конкурировать за самку. Для этого они используют стратегию «летай-зови-ходи», при которой самец перелетает с одного растения на другое, а затем ходит вокруг. Встретив самку, самец подаёт ей вибрационные сигналы, а если ответа нет, перелетает на другое дерево. Если самка отреагирует на эти вибрации, самец приблизится к самке и заберётся на её бок, чтобы начать спаривание.

### Механическая основа призыва к ухаживанию
При выполнении призыва к ухаживанию U. crassicornis используют мышцы брюшка для генерации непрерывного призыва, частота которого уменьшается по мере увеличения длины тона, и высокочастотных щелчков в периодические моменты призыва, вызванных тем, что мышцы тянут за рог насекомого, в результате чего раздаются щелчки.

### Конкуренция
В связи с тем, что самцы активно ищут себе пару, существует значительная разница в способности к спариванию у старых (25-33 дня) и молодых (19-25 дней) самцов из-за потери способности поддерживать полёт и физически конкурировать с другими самцами. Старых самцов можно встретить только ходящими в поисках самок, и процент их встреч гораздо ниже, чем у самцов, которые могут перелетать с дерева на дерево. Хотя если у самки есть выбор между молодым и более старым самцом, она почти всегда выберет более старого, теории предсказывают, что это связано с их повышенной сексуальной рекламой и тем, что они проводят больше ухаживаний в целом.

## Расселение
Когда молодые особи созревают до того уровня, когда они могут покинуть скопление, самцы уходят первыми, удаляясь от растения-хозяина в среднем на 7 метров, в то время как самки, которые уходят вслед за самцами, приближаются только на 3 метра. Такое разделение полов помогает предотвратить инбридинг и приводит к тому, что популяция становится более стабильной. Хотя инбридинг не идеален, мы все равно наблюдаем его в близкородственных популяциях, и, похоже, существует не так много профилактических мер для предотвращения инбридинга, кроме предпочтения самкой более старых самцов.

## Коммуникация
Umbonia crassicornis обычно используют субстратную форму коммуникации, позволяя родителям и нимфам общаться с помощью вибраций. Основная причина этих вибрационных сигналов — реакция на хищников, таких как оса-веспида (один из главных хищников нимф). Также замечено, что вибрации могут использоваться для общения внутри выводка.
Эти сигналы действуют как реакция против хищников и предупреждают мать о присутствии опасности. Мать, однако, будет отвечать выводку, только если их сигналы синхронизированы, поэтому вся группа должна работать вместе, чтобы предупредить мать, иначе она не будет реагировать. Чтобы добиться этого, молодые особи должны реагировать сразу после того, как услышат сигнал от другой нимфы, чтобы их реакция была синхронизирована. При этом выводок решает, стоит ли угроза того, чтобы рисковать нападением матери и, возможно, быть удалённым из скопления. Если все молодые особи в выводке решают, что угроза стоит риска, то возникает синхронный сигнал. Если только несколько нимф сообщат о беспокойстве, то синхронизация не будет достигнута, и мать не отреагирует. Если мать все ещё не может найти угрозу после того, как молодые подали ей сигнал, она ответит «просьбой о помощи», чтобы найти хищника.
Хотя нимфы хорошо обнаруживают хищников, ни одна нимфа не может предсказать, ушла угроза или нет, поскольку каждая особь способна сканировать лишь небольшую территорию. Единственный верный признак того, что хищник отступил, — это мать. После того как они отпугнут угрозу, мать пошлёт сигнал своим птенцам, чтобы сообщить им, что они в безопасности.

### Ложные тревоги
Живя в группе, одна особь может вызвать множество реакций во всей системе. Если одна особь реагирует на стимул, который не представляет реальной угрозы, то эта реакция каскадом проходит через всю группу и стимулирует ответ матери. Из-за этой ложной реакции всех членов группы вся группа упускает возможность покормиться. Когда мать получает сигнал ложной тревоги и не может обнаружить хищника, она посылает свой сигнал нимфам, предупреждая их об отсутствии хищника. Этот сигнал действует как отрицательная обратная связь, по сути, обучая нимф быть менее чувствительными к помехам и становиться более точными в обнаружении потенциальных угроз.

## Систематика
Вид был впервые описан в 1843 году французскими энтомологами Жаном Батистом Амио и Жаном Гийомом Одине-Сервилем по типовым материалам из Мексики под названием Physoplia crassicornis Amyot & Serville, 1843. В 1846 году Леон Файрмайер включил его в состав рода Umbonia. Этот вид демонстрирует очень выраженный половой диморфизм. У самца хорошо развит спинной отросток, форма которого сильно варьирует; это разнообразие форм и является причиной большого количества синонимов. Таксон включают в трибу Hoplophorionini из подсемейства Membracinae.